# Мей (Португалия)
Мей (порт. Mei) — район (фрегезия) в Португалии, входит в округ Виана-ду-Каштелу. Является составной частью муниципалитета Аркуш-де-Валдевеш. По старому административному делению входил в провинцию Минью. Входит в экономико-статистический субрегион Минью-Лима, который входит в Северный регион. Население составляет 142 человека на 2001 год. Занимает площадь 2,00 км².
Покровителем района считается Мартин Турский (порт. S. Martinho).